# Derribo del C-130 TC-63
El 1 de junio de 1982 en la guerra de las Malvinas, aviones de la Marina Real británica derribaron a un avión de transporte de la Fuerza Aérea Argentina, matando a los siete tripulantes.

## Hechos previos
El Comando de la Fuerza Aérea Sur buscaba objetivos navales redituables y por ello envió un C-130H Hercules del Escuadrón I C-130 a la zona noroeste de las islas Malvinas, donde se presumían operaban buques británicas en funciones de piquete de radar.
El C-130H matrícula TC-63 tenía base en la Base Aérea Militar Comodoro Rivadavia; su tripulación eran los capitanes Rubén Héctor Martel y Carlos Eduardo Krause, el vicecomodoro Hugo César Meisner, los cabos principales Miguel Ángel Cardone y Carlos Domingo Cantezano y los suboficiales principales Julio Jesús Lastra y Manuel Alberto Albelos.

## El remate
El Hercules despegó a las 06:30 HOA y regresó por fallas al poco tiempo. Despegó nuevamente a las 08:53.
A unas 20 millas de distancia de la boca norte del estrecho de San Carlos ascendió para realizar una búsqueda de buques mediante el radar.
Estaba la fragata HMS Minerva en funciones de buque de control aéreo y una pareja de aviones Sea Harrier FRS.1 del Escuadrón Aéreo Naval 801 en funciones de patrulla aérea de combate (PAC). El líder de esta formación era el teniente comandante Nigel Ward y el teniente Steve Thomas.
Cuando el C-130 ascendió fue detectado por el radar de búsqueda de la fragata HMS Minerva. Ésta vectoreó inmediatamente a la PAC del teniente comandante Ward y el teniente Thomas.
Ward descendió entre unas capa de nubes para atacar, y Thomas permaneció sobre las nubes para el caso de que el Hercules ascendiera por sobre ellas.
Ward disparó el primer misil AIM-9L Sidewinder, a una distancia de seis millas. El C-130 volaba recto y nivelado a 200 pies de altura. Estando escaso de combustible, el Sea Harrier había lanzado el misil fuera de alcance: casi alcanzó al C-130 cuando perdió potencia y cayó al agua.
Para entonces, Ward estaba más cerca del Hercules y lanzó el segundo misil, el cual impactó entre los dos motores de la izquierda y produjo un incendio.
Todavía el C-130 se mantenía en el aire, entonces Ward se acercó más y disparó sus cañones en él. El Hercules cayó al agua en una espiral picada hacia la izquierda, sin control, el ala tocó el mar, viró sobre sí mismo y se desintegró. Tres oficiales y cuatro suboficiales argentinos perdieron la vida.

## Las bajas
| Nombre                   | Rango                            | Especialidad      |
| ------------------------ | -------------------------------- | ----------------- |
| Rubén Héctor Martel      | Mayor post mortem                | Aviador militar   |
| Carlos Eduardo Krause    | Mayor post mortem                | Aviador militar   |
| Hugo César Meisner       | Comodoro post mortem             | Navegador militar |
| Miguel Ángel Cardone     | Suboficial auxiliar post mortem  | Mecánico          |
| Carlos Domingo Cantezano | Suboficial auxiliar post mortem  | Mecánico          |
| Julio Jesús Lastra       | Suboficial mayor post mortem     | Auxiliar de carga |
| Manuel Alberto Albelos   | Suboficial principal post mortem | Auxiliar de carga |